# Elise Stefanik
Pour les articles homonymes, voir Stefanik.
Elise Stefanik (nom prononcé en anglais américain : [stəˈfɑːnᵻk]), née le 2 juillet 1984 à Albany (État de New York), est une femme politique américaine. Membre du Parti républicain, elle travaille au sein de l'administration fédérale sous le président George W. Bush, puis est élue représentante de l'État de New York au Congrès des États-Unis en 2014.

## Biographie

### Famille et études
Elise Marie Stefanik est la fille de Ken, d'origine tchèque, et Melanie Stefanik, d'origine italienne qui possèdent une entreprise de commerce de gros de contreplaqué (Premium Plywood Products) à Altamont, dans le comté d'Albany. Ses ancêtres polonais tracent leur origine au shtetl de Frysztak. Après des problèmes de harcèlement en primaire, elle quitte son école catholique pour l'Albany Academy for Girls (en). Elle accomplira ses études supérieures à Harvard, où elle obtient son bachelor of arts avec les honneurs en 2006.

### Débuts en politique
Après ses études, elle rejoint l'administration de George W. Bush, d'abord au Conseil de la politique intérieure (Domestic Policy Council) puis au bureau du chef de cabinet de la Maison-Blanche.
En 2012, elle travaille pour la brève campagne présidentielle de Tim Pawlenty. Elle rejoint ensuite le Comité national républicain et dirige l'équipe chargée d'entraîner Paul Ryan, candidat à la vice-présidence, pour les débats télévisés. Après la défaite du ticket Romney-Ryan, elle déménage de Washington pour s'installer dans le nord de l'État de New York et travailler dans l'entreprise familiale.

### Représentante des États-Unis

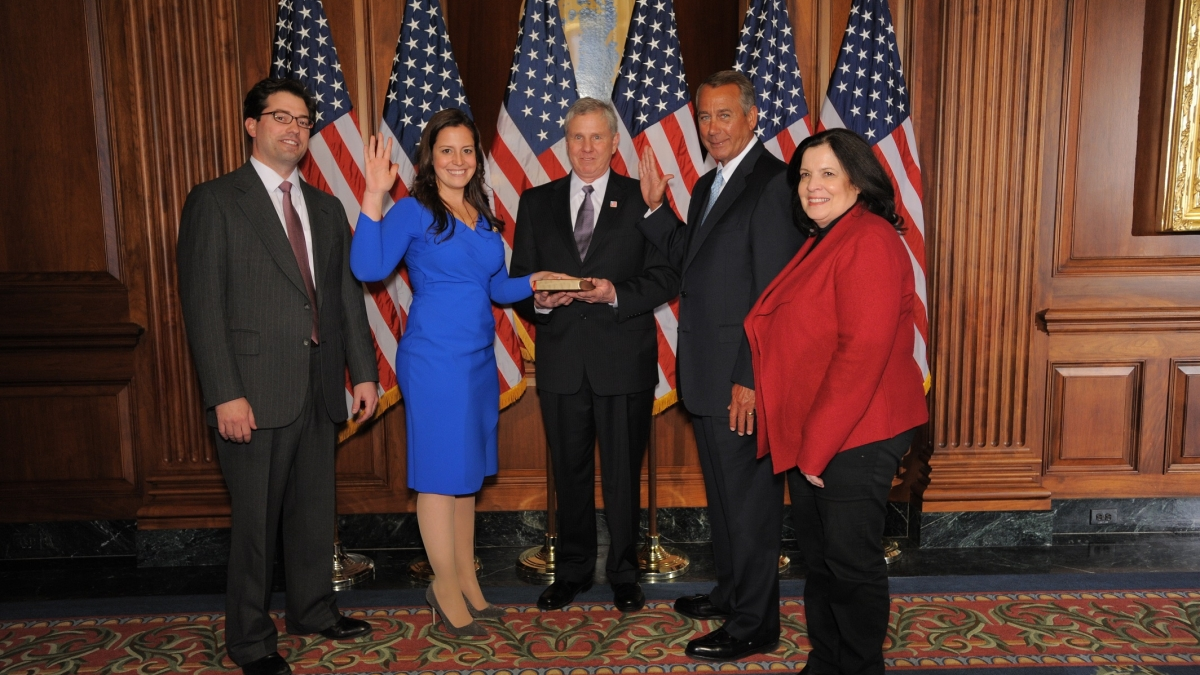
Stefanik prêtant serment au Congrès en 2015.

À l'été 2013, elle annonce sa candidature à la Chambre des représentants des États-Unis, dans le 21e circonscription électorale de l'État de New York. Si le représentant démocrate sortant, Bill Owens (en), est considéré comme légèrement favori, le siège semble gagnable pour les républicains. En janvier 2014, le sortant annonce qu'il ne se représente pas. Au mois de juin, Stefanik remporte la primaire républicaine avec plus de 60 % des voix. Elle devient peu à peu la favorite de l'élection, les derniers sondages lui donnant une avance de 18 points face à son adversaire démocrate Aaron Woolf. Le 4 novembre 2014, elle est élue représentante avec 55,1 % des voix contre 33,8 % pour Woolf et 11 % pour le candidat des verts Matthew Funiciello. La circonscription avait pourtant soutenu Barack Obama en 2008 et 2012. À 30 ans, elle est alors la plus jeune femme jamais élue au Congrès.
Candidate à un second mandat en 2016, elle arrive largement en tête des sondages quelques semaines avant les élections. Elle est réélue avec 63 % des suffrages face au démocrate Mike Derrick (28 %) et à Funiciello (4 %). Elle est réélue lors des élections de 2018 avec 15 points d'avance sur la démocrate Tedra Cobb, devenant le représentant républicain le mieux élu de l'État. Après la défaite des républicains de 2018, elle quitte son poste au sein du National Republican Congressional Committee, où elle était chargée de recruter des candidats. Elle lance alors un super PAC ayant pour but d'élire des femmes républicaines à la Chambre des représentants ; seules 13 femmes républicaines y siègent alors (contre 89 démocrates). Lors des élections de 2020, le nombre d'élues républicaines passe de 13 à 31.
En novembre 2019, alors qu'elle défend Donald Trump lors de sa première procédure de destitution devant la Chambre des représentants, Stefanik voit sa popularité exploser parmi les supporteurs du président,,,. Le président lui-même la qualifie alors de « star du Parti républicain ». Sa défense de Donald Trump attire des donations de tout le pays en sa faveur et en faveur de son opposante démocrate en novembre 2020, Tedra Cobb. Elise Stefanik est réélue pour un quatrième mandat avec environ 59 % des voix, améliorant son score de 2018. Elle défend de nouveau Donald Trump durant sa seconde procédure de destitution en 2021.
Elle devient numéro trois du groupe républicain à la Chambre des représentants en mai 2021, remplaçant Liz Cheney, évincée après ses vives critiques contre Donald Trump,. Soutenue par l'ancien président,, Elise Stefanik est choisie par 134 représentants sur les 212 membres du groupe républicain,. 46 élus républicains s'opposent cependant à sa nomination, jugeant notamment ses positions trop modérées et insuffisamment conservatrices. Elle déclare à la suite de son élection : « Nous allons nous battre chaque jour contre le programme radical, destructeur, d’extrême gauche » du président démocrate Joe Biden, « qui détruit l’Amérique ».

## Seconde présidence de Donald Trump
En novembre 2024, le président élu des États-Unis annonce avoir proposé à Elise Stefanik de devenir ambassadrice des États-Unis aux Nations unies. Sa nomination est retirée en mars 2025 avant d'avoir été soumise à l'approbation du Sénat, en raison de craintes sur les conséquences de la confirmation sur la majorité républicaine à la Chambre des représentants,.

## Positions politiques
Elise Stefanik est d'abord considérée comme une républicaine centriste ou modérée, proche de l’establishment du Parti républicain. Au début de la présidence de Donald Trump, elle est l'une des 13 républicains à voter contre à la réforme fiscale du président et figure parmi les 8 républicains à soutenir l’Equality Act interdisant les discriminations contre les personnes LGBT. Elle critique également le retrait américain de l'accord de Paris sur le climat.
Au cours du mandat de Donald Trump, elle se rapproche toutefois de la tendance pro-Trump du parti. Elle considère notamment que l'élection présidentielle de 2020 a été truquée en faveur de Joe Biden, évoquant des « irrégularités sans précédent » et s'opposant à la certification des résultats.
Elise Stefanik est considérée comme une députée pro-israélienne de premier plan. Elle avait notamment déclaré être sur la même ligne que des ministres israéliens d'extrême droite, qui estiment que leur pays a un « droit biblique sur la Cisjordanie ». En décembre 2023, elle demande à plusieurs présidentes d'universités américaines de clarifier leur position sur ce qu'elle qualifie de « recrudescence de l'antisémitisme » dans les campus dans la cadre du mouvement étudiant propalestinien, ce qui conduit à la démission de deux d'entre-elles,. En octobre 2024, elle accuse l’ONU de « croupir dans l’antisémitisme ».
En 2025, elle appelle le gouvernement fédéral à cesser ses financements à Harvard, décrivant l'université comme « l'incarnation de la pourriture morale et académique dans l'enseignement supérieur », alors même qu'elle figure parmi ses anciens élèves. 